# NGC 5519
NGC 5519 (NGC 5570) é uma galáxia espiral (Sa) localizada na direcção da constelação de Boötes. Possui uma declinação de +07° 30' 56" e uma ascensão recta de 14 horas, 14 minutos e 20,9 segundos.
A galáxia NGC 5519 foi descoberta em 23 de Janeiro de 1784 por William Herschel.